# Spilosoma infuscata
Spilosoma infuscata är en fjärilsart som beskrevs av Arnold Spuler 1906. Spilosoma infuscata ingår i släktet Spilosoma och familjen björnspinnare. Inga underarter finns listade i Catalogue of Life.